# LIMBO (コンピュータゲーム)
『LIMBO』（リンボ）は、デンマークのPlaydeadが開発したコンピュータゲーム。2010年7月にXbox 360用にXbox Liveでリリースされた。その後、Microsoft Windows、PlayStation 3、OS X、PlayStation Vita、iOS、PlayStation 4、Android、Nintendo Switch用がリリースされた。
主にインターネットを通じて配信（ダウンロード販売）されているが、Xbox 360用のパッケージソフトとして『トリプルパック - Xbox LIVE アーケード コンピレーション -』に収録され、2011年5月に販売された。

## 概要
プレイヤーが主人公を操作してモノトーンの世界を進んでいくという形式の、横スクロールアクションゲーム（プラットフォーム・ゲーム）である。敵を倒すことよりもパズルが主眼となっており、プレイヤーは即死系の罠を回避しつつ、行く手を阻む仕掛けを解いていく。操作は非常にシンプルである。基本的にBGMがなく環境音のみが響き、モノトーンのアートワークと相まって、不気味で幻想的な世界が作り出されている。
主人公や作中の物体はシルエットで描かれているが、主人公が死亡する際には、身体が投げ出される、突起物に貫かれる、身体がバラバラになる、血が飛び散るといった残酷な演出がある。
タイトルは、「地獄の端（辺獄）」を意味するラテン語の「limbus」に由来する。

## ストーリー
作中ではストーリーは明示されないが、ソニー・コンピュータエンタテインメントは本作のソフトウェアカタログに「運命に逆らい、妹を探して少年は LIMBOの世界に足を踏み入れる。」と記している。

## 開発

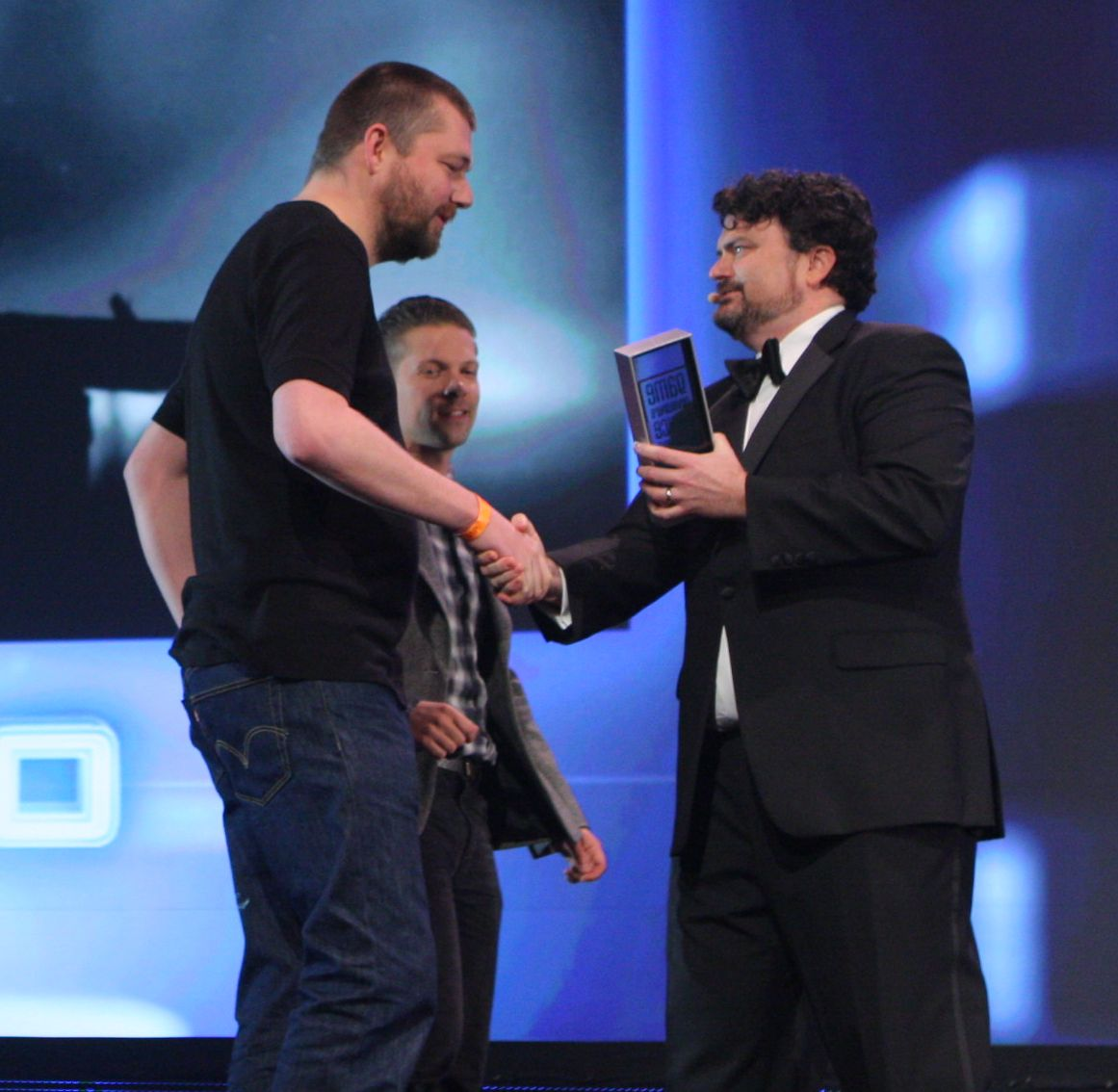
ゲーム・デベロッパーズ・チョイス・アワードを受賞するディレクターのArnt Jensen（左）

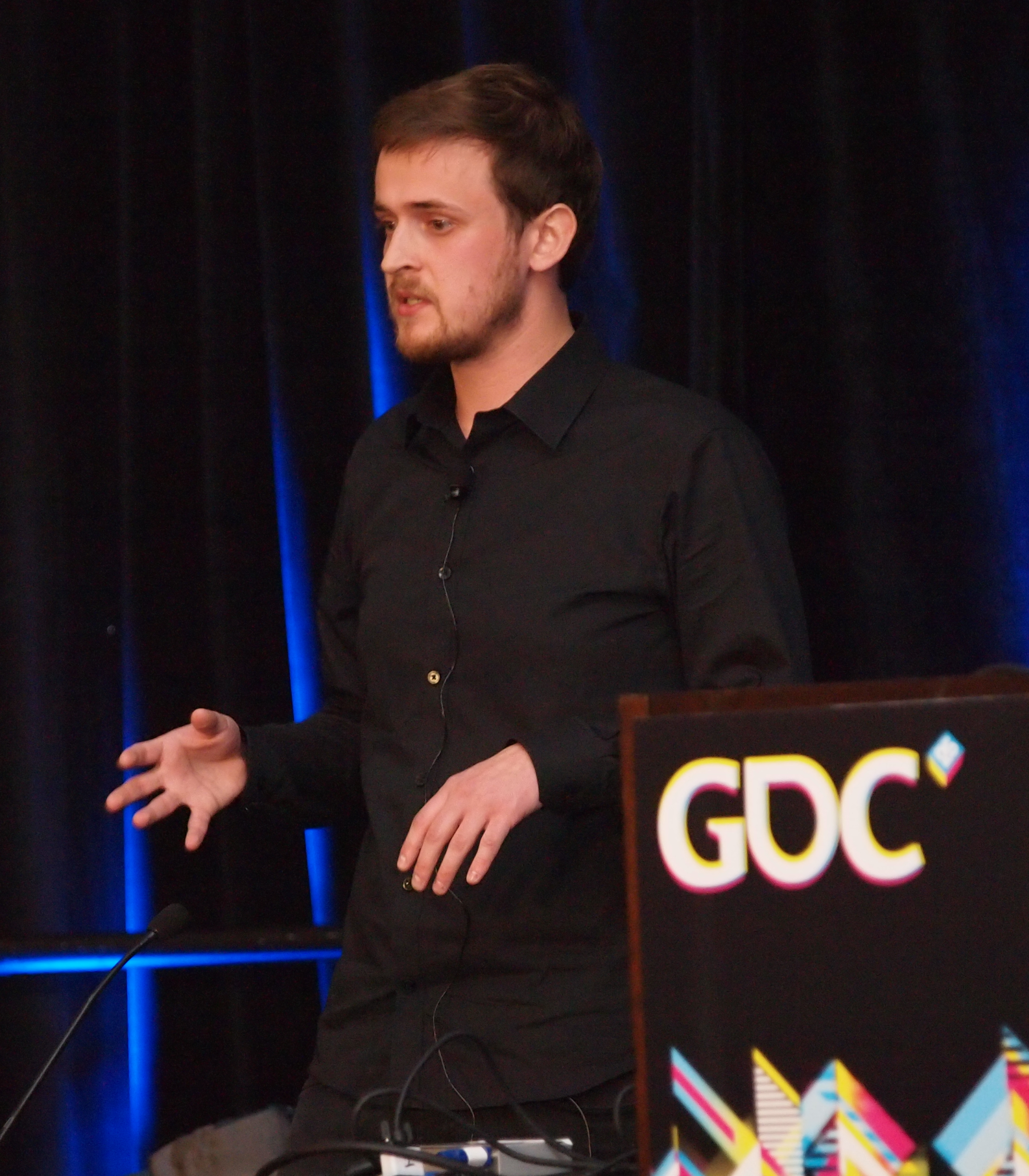
デザイナーのJeppe Carlsen（2011年Game Developers Conference）

PlaydeadのゲームディレクターであるArnt Jensenは2004年にゲームのアイデアを思いつき、森林やクモなどのいくつかのシーンは、彼が育った農場周辺の森林や、彼自身のクモ恐怖症に由来している。当初、クモはゲームの終盤に登場する予定だったが、後に最初の部分に移動された。
投資家からの資金やデンマーク政府からの助成金を調達し制作され、マイクロソフトが少年の死について懸念を示した際、投資家の1人から「主人公に口ひげを生やし大人に見えるようにする」というおかしな提案があったという。また、マルチプレイや難易度レベルの調整の追加などの外部の意見もあったが拒否している。
ゲーム内のすべてのパズルを担当したデザイナーのJeppe Carlsenは、『アンチャーテッド 黄金刀と消えた船団』の単純なパズルや『プリンス・オブ・ペルシャ』の複雑すぎるパズルを例に挙げ、「パズルのデザインはフラストレーションと満足感の間の絶妙なバランスであるべき」としている。重力で展開するパズルの仕組みは制作の最終段階で追加されたもので、「開発のかなり遅い段階で、重力を使ったクールなアイデアを思いつきました。正直なところ、1、2 分で求めていたメカニズムができました。」と語っている。
2011年7月11日にiTunes Storeでゲームのサウンドトラックがリリースされた。

## 受賞歴
- 2010年 Game Developers Conference 第12回年間 Independent Games Festival Awards - Technical Excellence、Excellence in Visual Art[12]
- 2010年 Spike Video Game Awards - Best Independent Game[13]
- 2011年 ゲーム・デベロッパーズ・チョイス・アワード -  Best Visual Art[14]
- 第38回アニー賞 - Best Animated Video Game[15]